# Descanso, Kalifornien
Descanso är en ort i San Diego County, Kalifornien, USA.